# Armeepferd
Als Armee- oder Militärpferd bezeichnet man Pferde, die seit der Neuzeit Verwendung im organisierten Militär- und Kriegswesen finden. Dies stellt eine besondere Nutzungsform des domestizierten Hauspferdes dar. Berittene Einheiten (zum Beispiel Kavallerie) fungierten vor der Einführung gepanzerter Fahrzeuge für viele Jahrhunderte als wichtigste taktische und strategische Armeeteile.

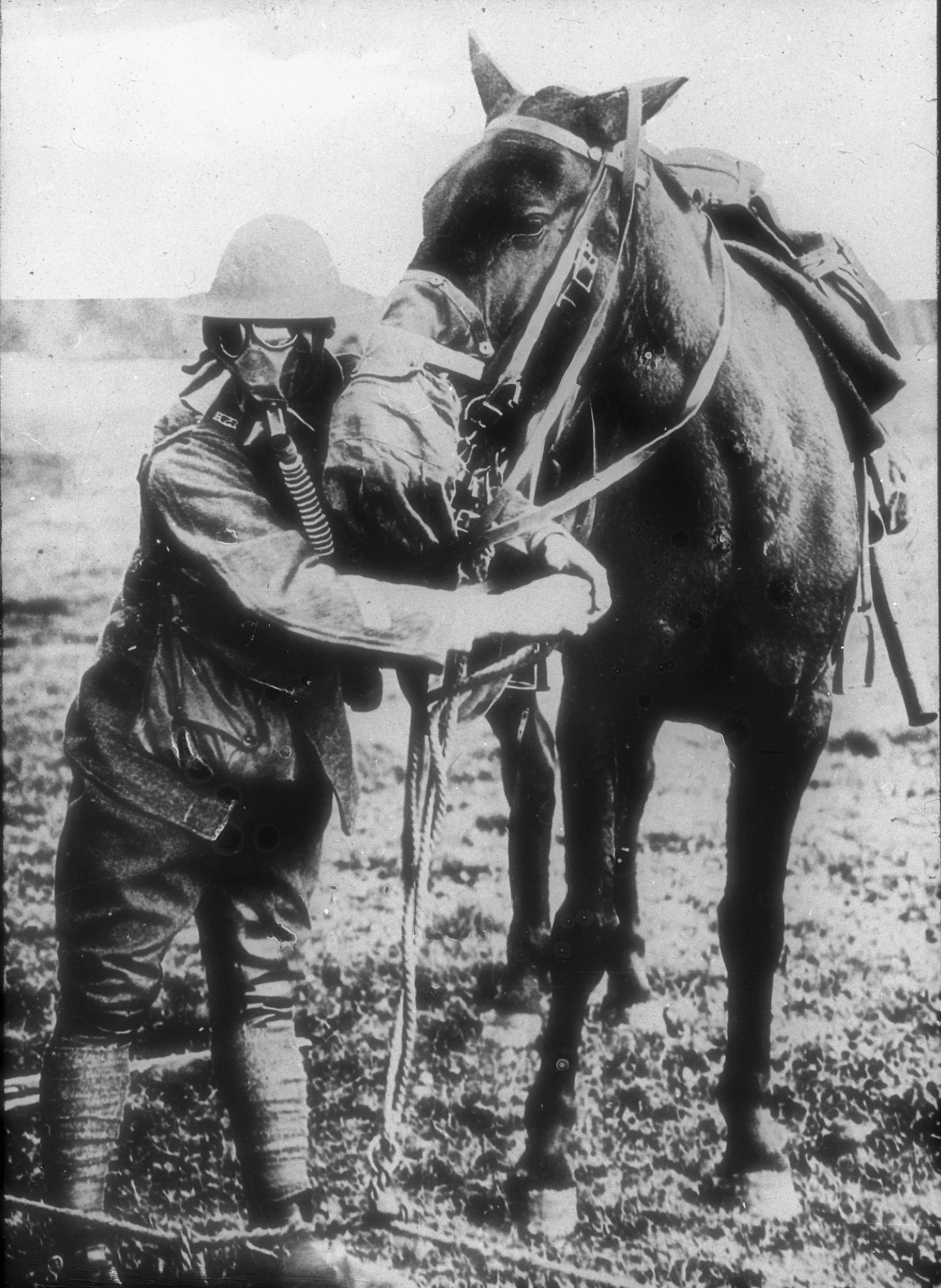
US-Soldat und Pferd mit Gasmaske

Heute sind aufgrund der allgemeinen Überlegenheit der motorisierten Technik nur noch wenige Pferde im Einsatz, etwa zusammen mit Maultieren in Gebirgsjägereinheiten; generell dort, wo Fahrzeuge noch immer an ihre Grenzen stoßen.
Rund um die im Militär verwendeten Pferde bildete sich besonderes Wissen bezüglich der Haltung, Versorgung und Heilkunde im Felde aus. Die teilweise tragischen Zahlen der in kriegerischen Auseinandersetzungen des 20. Jahrhunderts getöteten Pferde sind kaum ins öffentliche Bewusstsein vorgedrungen.

## Galerie (Einsatz in der Wehrmacht)

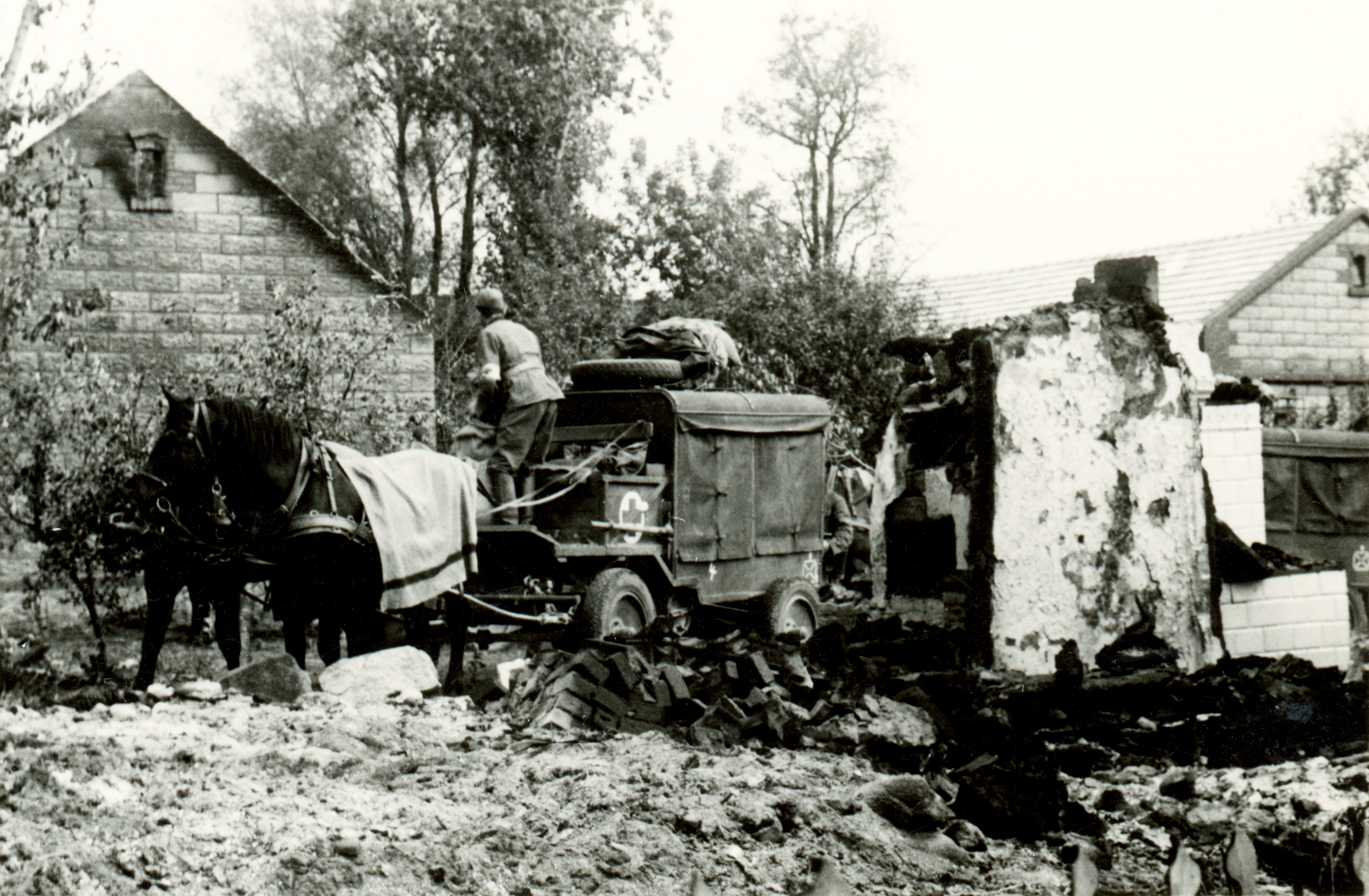
Bespannte Einheit zum Transport von Verwundeten
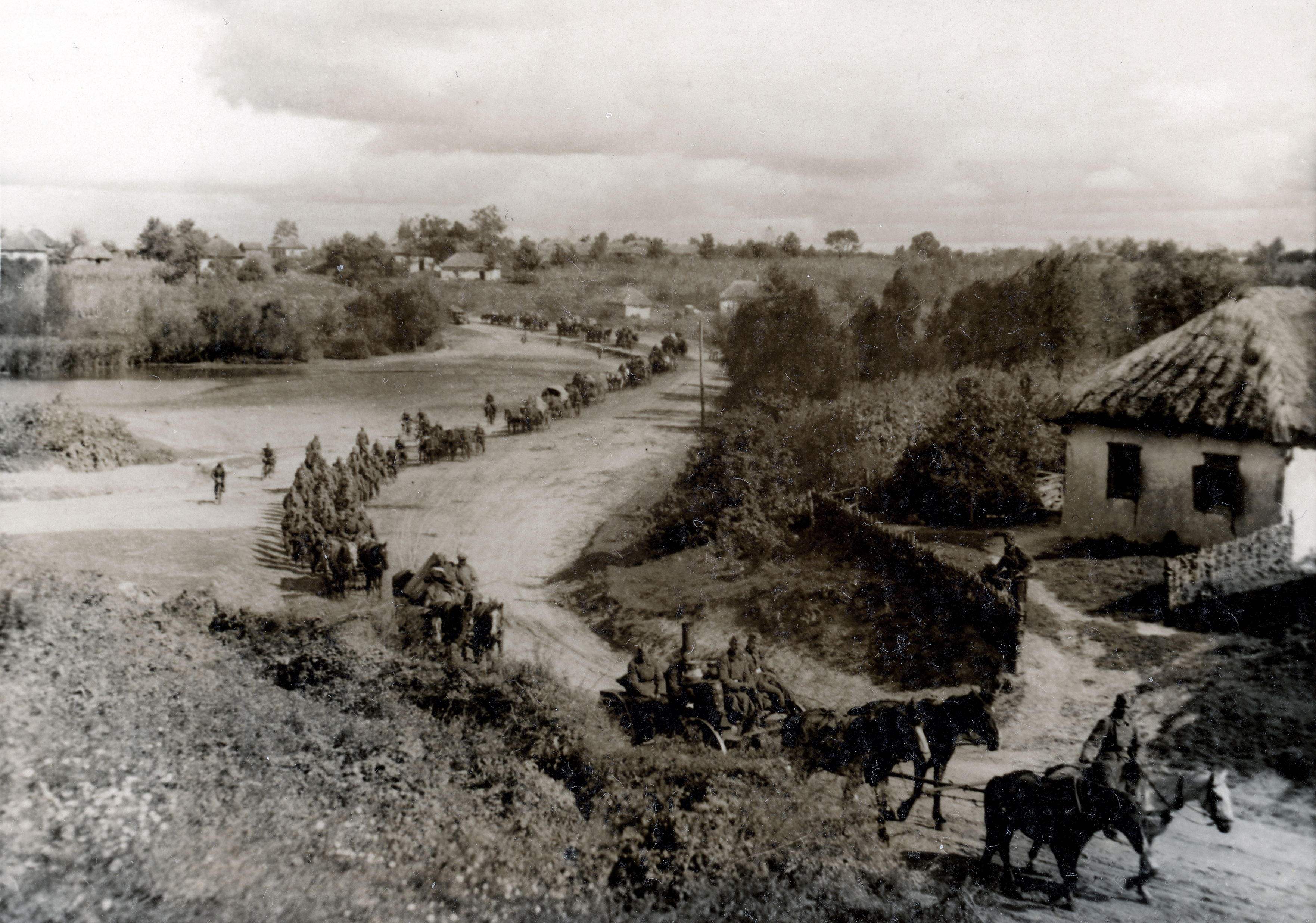
Vormarsch bespannter Wehrmachtseinheiten im deutsch-sowjetischen Krieg (wahrscheinlich Ukraine o. Weißrussland)
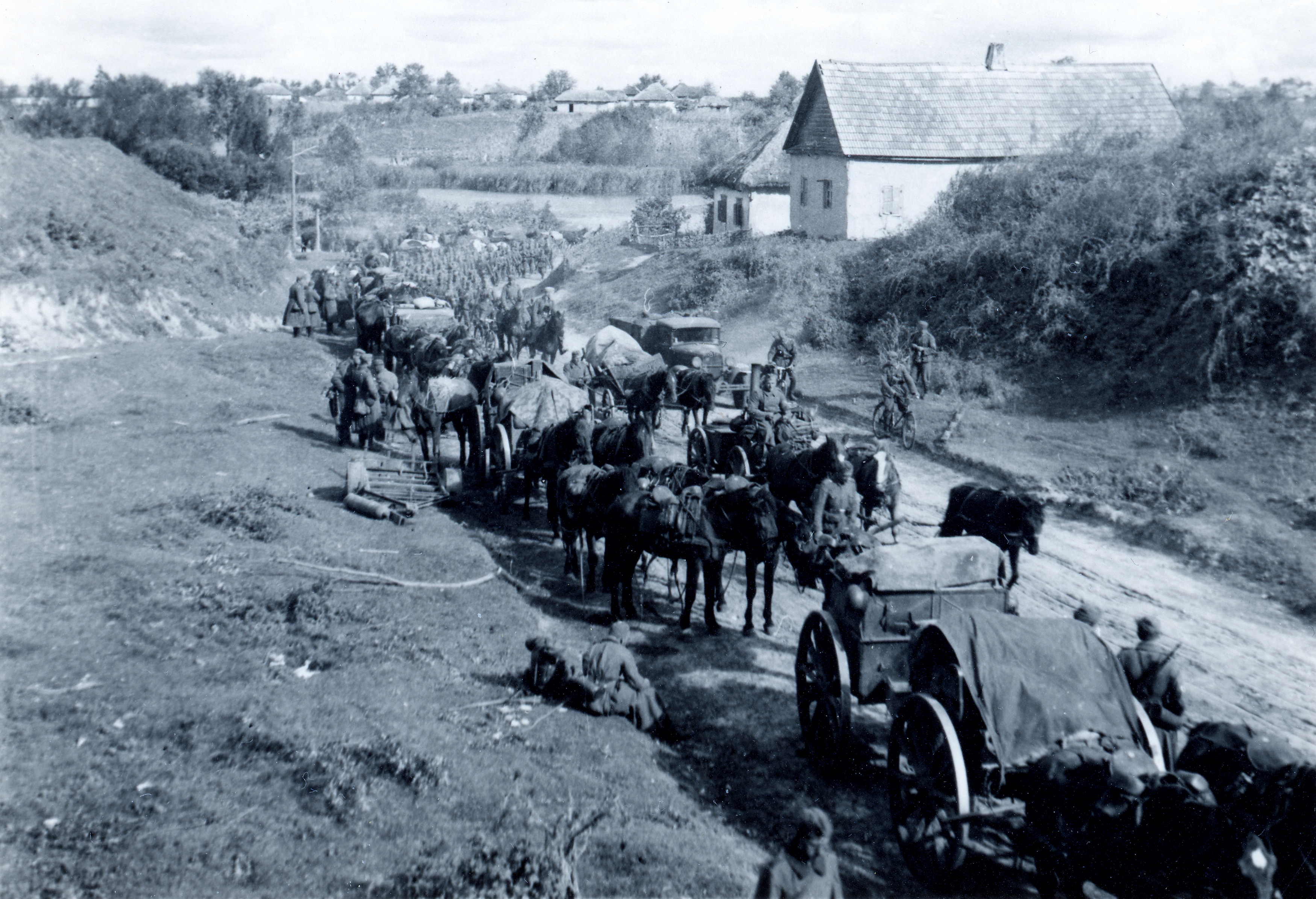
Vormarsch bespannter Wehrmachtseinheiten im deutsch-sowjetischen Krieg (wahrscheinlich Ukraine o. Weißrussland)
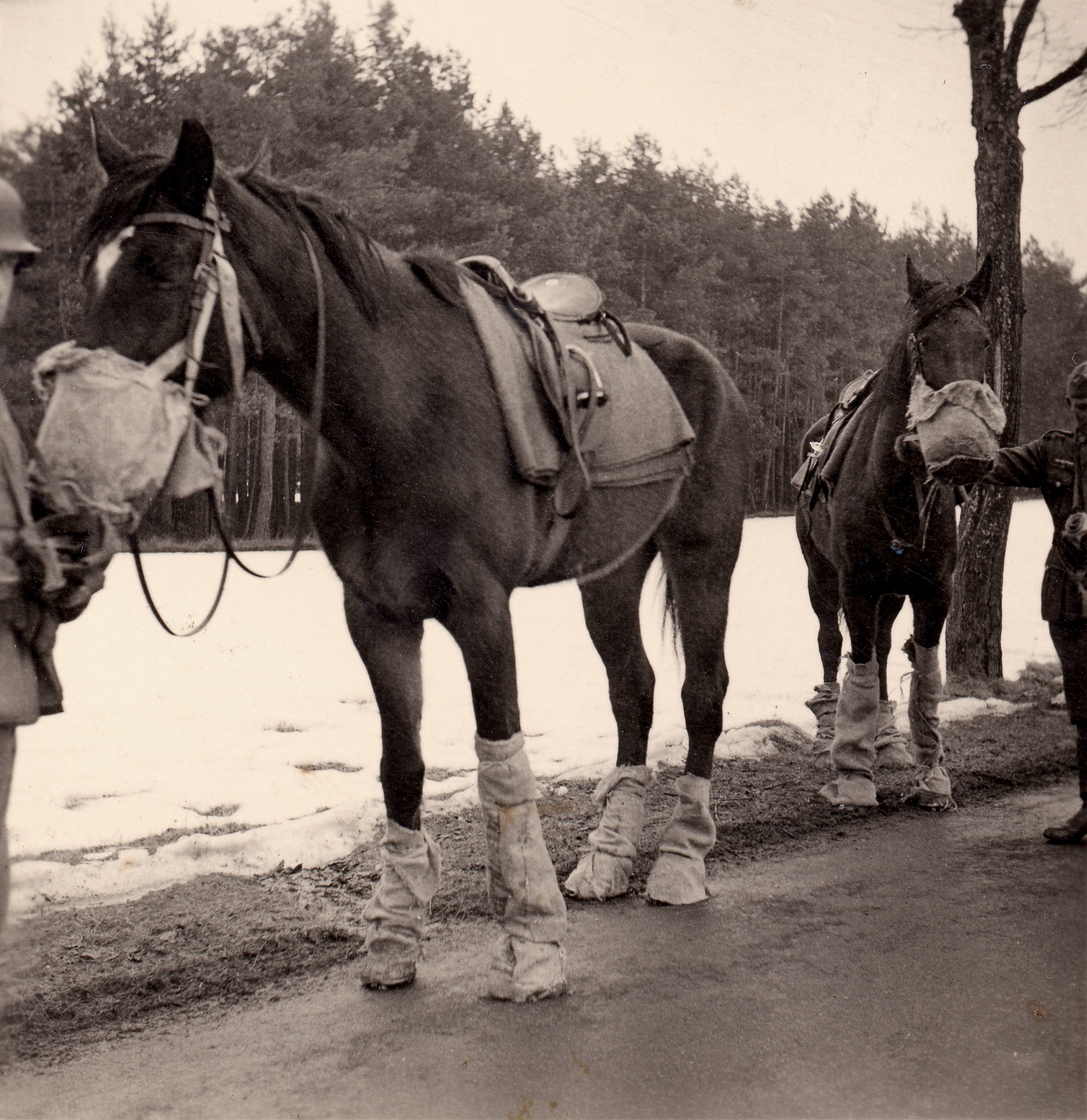
Die Stoffumwicklung der Beine diente in erster Linie dem Schutz vor „Bruchharsch“ beim Ritt abseits der geräumten Straßen. Gleichzeitig sollten die Säcke das Hufklappern verringern („Geräuschtarnung“) – was aber nur kurzfristig funktionierte. Die Säcke am Kopf waren mit etwas Futter gefüllt, sie sollten die Pferde von verräterischem „Wiehern“ abhalten, und bei kalter Witterung die deutlich sichtbaren Atemwolken verhindern. Diese Pferde sind (auf Grund ihrer Sättel) als „Reitpferde“ zu erkennen, und wurden deutlich besser gepflegt als die reinen Zug- und Transportpferde.
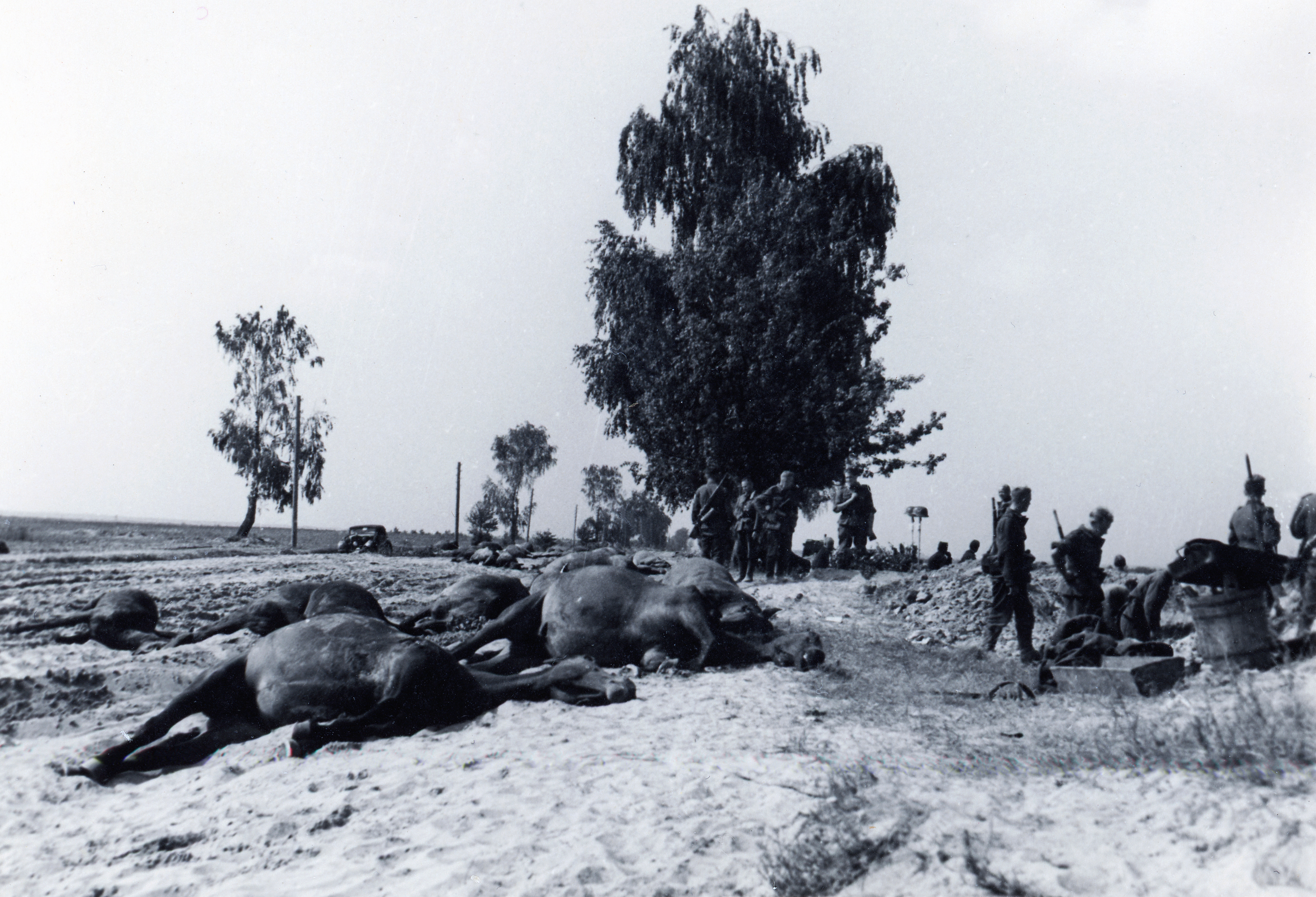
Getötete Militärpferde (südlich Paritschi, am 6. August 1941)
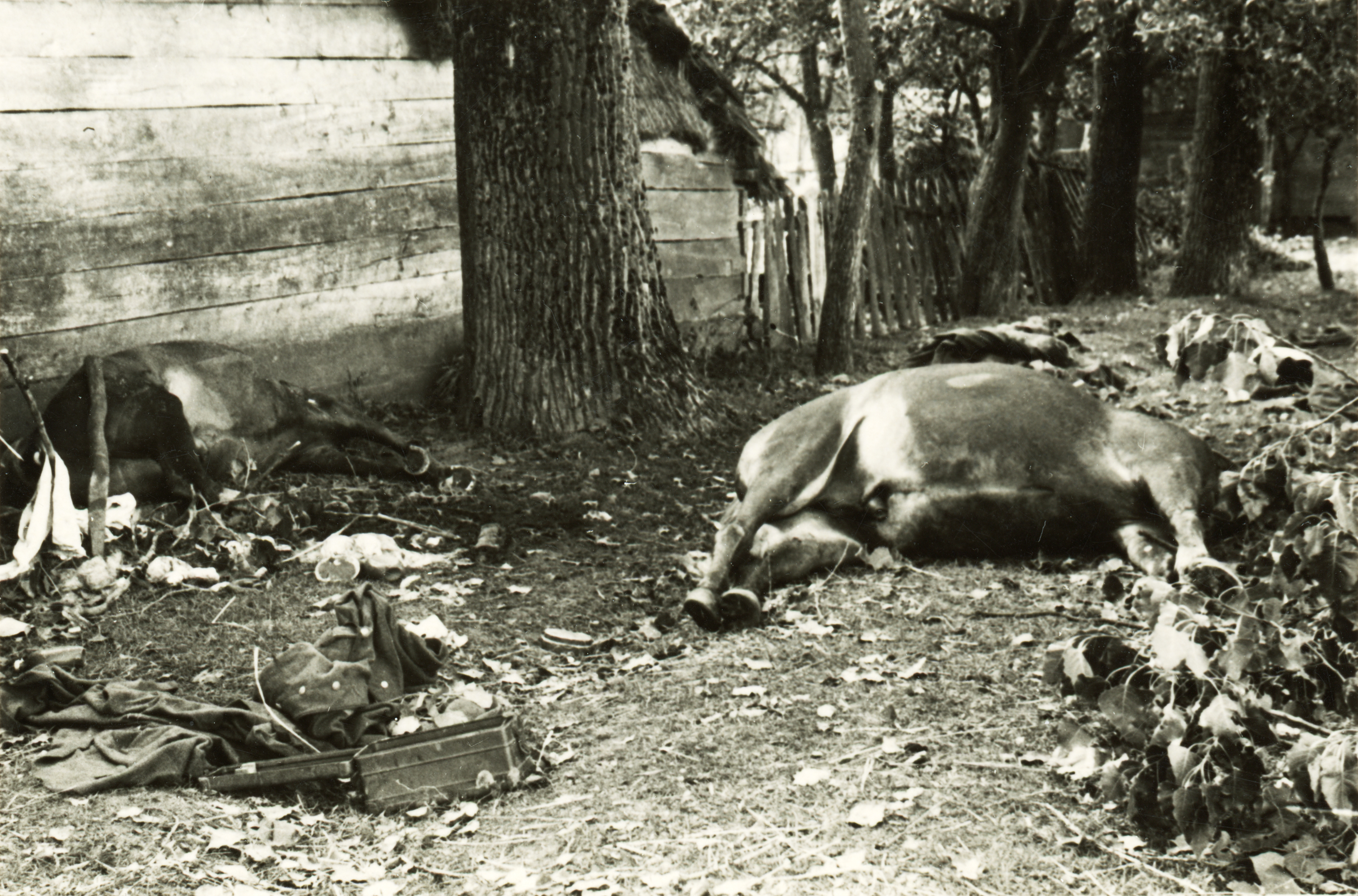
Für den Krieg gegen die Sowjetunion wurden 750.000 Pferde bereitgestellt. Insgesamt wurden auf deutscher Seite im Zweiten Weltkrieg 2.800.000 Pferde eingesetzt. Die Verluste waren hoch. 60–63 % der Pferde des Heeres verendeten